# Рекаред II
Рекаред II (Rekkared II.; † март 621 г.) e крал на вестготите през февруари/март 621 г.
Той е син на крал Сизебут и неговата втора съпруга, извънбрачната дъщеря на Рекаред I и Флоресинда. Вероятно е брат на Теодора (* 590), която се омъжва за Свинтила.
През края на 619 г./началото на 620 г. е издигнат от баща си за съ-регент.
След смъртта на баща си през февруари 621 г. той става крал на вестготите.
Той е бил още дете и умира няколко дена след баща си през март същата година. След него на престола идва Свинтила.